# Марія Мстиславна
Марія (Агафія) Мстиславівна (?—1179) — велика княгиня київська, дружина великого князя Київського Всеволода Ольговича, дочка великого князя Київського Мстислава Володимировича і шведської принцеси Христини, внучка княгині Ґіти Вессекської. Вважається однією із фундаторок Кирилівської церкви у Києві.
«Марія (Агафія)» — пізніше допущення, в літописах вона жодного разу за особистим іменем не названа.

## Життєпис
Княжна була видана заміж за новгород-сіверського князя Всеволода в 1116 році. Її чоловік був давнім противником Мономаховичів, і шлюб між представниками ворогуючих гілок Рюриковичів був покликаний пом'якшити відносини між ними.
Пізніше, коли Всеволод відібрав київський престол у родичів своєї дружини, Марія стає важливою посередницею між ним і своїми братами. Так, під час суперечки за новгородський стіл Ізяслав Мстиславич доручає їй «випросити» його у чоловіка, що вона й зробила.
Вважається, що вона була однією із засновниць Кирилівської церкви у Києві, яка почала будуватися 1139 року після сходження Всеволода на великокняжий престол. Це був головний собор Кирилівського монастиря, мабуть, покликаного стати родинною усипальницею чернігівських князів Ольговичів. У цій церкві Марія була похована.

## Сім'я
У Марії і Всеволода було п'ятеро дітей, найвідомішим з яких був старший син, великий князь київський, Святослав:
- Святослав Всеволодович (бл. 1123—1194) — князь Володимиро-Волинський (1141—46), Турівський (1142—1154), Новгород-Сіверський (1157—1164), Чернігівський (1164—1177), Київський (1174, 1177—1180 , 1182—1194)
- Ярослав Всеволодович (1139—1198) — князь стародубський (1160—1180 рр.) і чернігівський (1180—1198 рр.).
- Ганна — дружина Ігоря-Івана Васильковича (?—1141), князя Галицького.
- Звенислава-Анастасія Всеволодівна (пом. між 1155—1160); чоловік з 1142 Болеслав I Високий (?—1201), князь Силезько-Вроцлавський
- дочка, дружина Владислава (1144—1170), князя у Брно.